# Осми путник
Осми путник (енгл. Alien) је медијска франшиза коју је произвео 20th Century Studios. Започела је истоименим филмом из 1979. у режији Ридлија Скота. Његов успех довео је до продукције три наставка, као и додатних филмова и телевизијске серије.
Успех филмова је довео до стварања бројних романа, стрипова, видео-игара и телевизијских серија. Инспирисала је бројне спинофове, а пре свега франшизу Осми путник против Предатора, која делује као континуитет франшизе Осми путник са франшизом Предатор, а састоји се од два филма као и разних серијала стрипова, књига и видео-игара.

## Радња
Франшиза Осми путник приказује низ смртоносних сусрета, који се углавном протежу у 21. и 24. веку, између човечанства и ванземаљаца; непријатељска, ендопаразитоидна, ванземаљска врста. Човечанство је приказано као свемирска врста са међузвезданом доминионом; свемирска путовања обично трају месецима, чак и годинама, и захтева употребу криоспавања. Током серије, ликовима више пута манипулише и угрожава их бескрупулозна мегакорпорација Weyland-Yutani Corp, која жели да профитира од ванземаљаца.
Серија фикционализује порекло људске расе. Члан древне хуманоидне врсте, зване „инжењери”, жртвује се, дозвољавајући да његова ДНК покрене генезу човечанства. Други експерименти инжењера, дизајнирани да истребе људску расу помоћу смртоносног мутагена, утиру пут ванземаљцима да се уздигну и населе трауматичном имплантацијом ларви у домаћине. Инциденти током неколико генерација биљеже се током франшизе.

## Филмови
| Филм                           | Година     | Режија              | Сценарио                                  | Прича                                          | Продуцент                                                        |
| Оригинални                     | Оригинални | Оригинални          | Оригинални                                | Оригинални                                     | Оригинални                                                       |
| ------------------------------ | ---------- | ------------------- | ----------------------------------------- | ---------------------------------------------- | ---------------------------------------------------------------- |
| Осми путник                    | 1979.      | Ридли Скот          | Ден О'Бенон                               | Ден О'Бенон и Роналд Шусет                     | Гордон Керол, Дејвид Гајлер and Волтер Хил                       |
| Осми путник 2                  | 1986.      | Џејмс Камерон       | Џејмс Камерон                             | Џејмс Камерон, Дејвид Гајлер и Волтер Хил      | Гејл Ен Херд                                                     |
| Осми путник 3                  | 1992.      | Дејвид Финчер       | Дејвид Гајлер, Волтер Хил и Лери Фергусон | Винсент Ворд                                   | Гордон Керол, Дејвид Гајлер и Волтер Хил                         |
| Осми путник 4: Васкрснуће      | 1997.      | Жан-Пјер Жене       | Џос Видон                                 | Џос Видон                                      | Гордон Керол, Дејвид Гајлер, Волтер Хил и Бил Бедалато           |
| Кросовери                      |            |                     |                                           |                                                |                                                                  |
| Осми путник против Предатора   | 2004.      | Пол В. С. Андерсон  | Пол В. С. Андерсон                        | Пол В. С. Андерсон, Ден О'Бенон и Роналд Шусет | Џон Дејвис, Гордон Керол, Дејвид Гилер и Волтер Хил              |
| Осми путник против Предатора 2 | 2007.      | Грег и Колин Штраус | Шејн Салерно                              | Шејн Салерно                                   | Џон Дејвид, Дејвид Гилер и Волтер Хил                            |
| Преднаставци                   |            |                     |                                           |                                                |                                                                  |
| Прометеј                       | 2012.      | Ридли Скот          | Џон Спејтс и Дејмон Линделоф              | Џон Спејтс и Дејмон Линделоф                   | Дејвид Гајлер, Волтер Хил и Ридли Скот                           |
| Осми путник: Ковенант          | 2017.      | Ридли Скот          | Џон Логан и Данте Харпер                  | Џејк Пејглен и Мајкл Грин                      | Дејвид Гајлер, Цолтер Хил, Ридли Скот, Марк Хафем и Мајкл Шејфер |
| Спиноф                         |            |                     |                                           |                                                |                                                                  |
| Осми путник: Ромул             | 2024.      | Феде Алварез        | Феде Алварез и Родо Сајагес               | Феде Алварез и Родо Сајагес                    | Ридли Скот, Мајкл Прас и Волтер Хил                              |

## Телевизија
У августу 2025. почело је приказивање телевизијске серије Осми путник: Земља.